# Ray Daviault
Pour les articles homonymes, voir Daviault.
Raymond Joseph Robert Daviault (né le 27 mai 1934 à Montréal, Québec, Canada et mort le 6 novembre 2020 à Notre-Dame-de-la-Merci, Québec, Canada) est un joueur professionnel de baseball.
Lanceur droitier, il joue dans la Ligue majeure de baseball en 1962, disputant 36 matchs avec les Mets de New York lors de la première saison de l'histoire de cette équipe.

## Carrière

### Ligue mineure de baseball
La carrière de Raymond Daviault dans le baseball professionnel se déroule de 1953 à 1963. Il évolue avec des clubs des ligues mineures de baseball affiliés aux Dodgers de Brooklyn de 1954 à 1957, aux Dodgers de Los Angeles de 1958 à 1959, aux Giants de San Francisco en 1960 et 1961, puis aux Mets de New York en 1962. 
Il porte notamment les couleurs des Royaux de Montréal en 1957 et 1958, jouant 14 matchs au total avec eux lors de ces deux saisons.
En ligues mineures, Daviault se distingue particulièrement en 1960 et 1961 avec deux clubs affiliés aux Giants de San Francisco. En 216 manches lancées lors de 108 matchs, il remporte 23 victoires contre 14 défaites et maintient une moyenne de points mérités de 2,96 lors de ces deux saisons combinées, jouées avec les Giants de la vallée du Río Grande - club Double-A basé à  Harlingen (Texas) - en 1960 et les Giants de Tacoma au niveau Triple-A en 1961.

### Ligue majeure de baseball
Le 10 octobre 1961, Ray Daviault est réclamé au 18e tour du repêchage d'expansion du baseball majeur, une procédure spéciale visant à redistribuer des joueurs pour compléter deux nouvelles équipes qui se joignent à la Ligue majeure de baseball en 1962 : les Mets de New York et les Colt .45s de Houston. Daviault est choisi par les Mets.
Ray Daviault fait partie de la formation inaugurale des Mets de New York lors de leur entrée dans la Ligue nationale de baseball en 1962. 
Il lance 81 manches, remportant une victoire contre cinq défaites pour les Mets. De ses 36 matchs joués, 33 sont comme lanceur de relève et trois comme lanceur partant. Il réussit 51 retraits sur des prises et sa moyenne de points mérités se chiffre à 6,22. 
C'est sa seule saison jouée dans les majeures. En 1963, il complète sa carrière professionnelle en jouant avec les Bisons de Buffalo, un club affilié aux Mets.

## Vie personnelle
Après sa carrière professionnelle, Raymond Daviault revient au Québec. À Montréal, il travaille pour les brasseries Molson et O'Keefe et est bénévole auprès d'équipes de jeunes joueurs de baseball. Le 27 août 2017, un terrain de baseball à Pointe-aux-Trembles, où il a déjà entraîné des équipes, est renommé en son honneur. Le Stade Raymond-Daviault est désormais le nom officiel du terrain de baseball Numéro un du Parc Clémentine-de-la-Rousselière.
Raymond Daviault est intronisé au Temple de la renommée du baseball québécois en 2003.
Il meurt le 6 novembre 2020 à Notre-Dame-de-la-Merci, son lieu de résidence, à l'âge de 86 ans.